# Посольство Туркменістану в Україні
Посо́льство Туркменіста́ну в Украї́ні — офіційне дипломатичне представництво Туркменістану в Україні, відповідає за підтримку та розвиток відносин між Україною та Туркменістаном.

## Історія посольства
Туркменістан одним з перших визнав незалежність і суверенітет України — 20 грудня 1991 року. 10 жовтня 1992 року в Ашгабаті був підписаний Протокол про встановлення дипломатичних відносин між Україною і Туркменістаном, що набув чинності з дня підписання. Цей день і є початком дипломатичних відносин між державами. В 1995 році в Києві і Ашгабаті започаткували роботу посольства України та Туркменістану.

## ПослиТуркменістану в Україні
1. Алов Недірмамед (1995–1999)
2. Байрамов Аман-Гильди Овезович (1999–2007)
3. Непесов Арслан Сакоєвич (2007–2008)
  - Мурадов Сердар Сахатович (2008–2010) т.п.
4. Аманмурадов Нурберди Аманмурадович (2010-2018)
  - Какаджан Сапаралієв (2018-2020) т.п.
5. Тойли Атаєв (з 2020)[2]